# Mare Kandre
Mare Ingrid Kandre (geborene Hansson, * 27. Mai 1962 in Söderala im Landkreis Gävleborg; † 24. März 2005 in Stockholm) war eine schwedische Schriftstellerin.

## Biographie
Mare Kandre wurde in Hälsingland als Tochter des Bauingenieurs Olof Hansson und der promovierten Philosophin Tiiu Hansson, geborene Kandre, geboren. Nach zwei Jahren in Kanada wuchs sie in Göteborg auf. Bevor Mare Kandre Schriftstellerin wurde, war sie Sängerin in den Bands Kramp und Ruhr sowie Frontfrau der Musikgruppe Global Infantilists.
Mare Kandre debütierte 1984 im Alter von 22 Jahren mit I ett annat land (In einem anderen Land) und wurde als literarisches Wunderkind bezeichnet. Der Roman Bübins unge (Bübins kind, 1987) wurde mit Werken von Franz Kafka und Fjodor Dostojewski verglichen. Aliide, Aliide (1991) ist eine vielbeachtete Kindheitserzählung. Mare Kandre erlangte mit ihren Romanen internationale Aufmerksamkeit. Diese sowie ihre Novellen und Prosastücke handeln oft von der Entwicklung von Kindern, insbesondere Mädchen, zu Erwachsenen, von Frauenrollen und von traumatisierten Menschen, die an den Rand der Gesellschaft gedrängt wurden und sich dafür entscheiden, gegen die Erwartungen der Gesellschaft zu verstoßen.
Die Geschichten haben eine metaphysische Dimension, die durch Kandres poetische Sprache und Darstellung verstärkt wird, mit existenziellen Fragen, die sich auf die Hauptthemen der aktuellen gesellschaftlichen Debatte beziehen. In ihrem Werk kehrt sie oft zu Themen wie der Anpassung an die Rolle der Frau, der Entstehung innerer Entfremdung (Alienation) und der Bedeutung von Trieben zurück.
Am Gründonnerstag 2005 wurde Mare Kandre tot in ihrer Wohnung aufgefunden; die Todesursache war eine Überdosis Medikamente.
Zu ihrem Gedenken wird seit 2006 der Mare-Kandre-Preis an Schriftsteller verliehen.

## Werke
- 1984 – I ett annat land (In einem anderen Land)[7]
- 1986 – Bebådelsen (Die Verkündigung)[8]
- 1987 – Bübins unge (Bübins kind)[9]
- 1988 – Det brinnande trädet (Der brennende Baum)[10]
- 1991 – Aliide, Aliide[11]
- 1992 – Deliria[12]
- 1994 – Quinnan och Dr Dreuf (Quinnan und Dr Dreuf)[13]
- 1994 – Djävulen och Gud (Der Teufel und Gott)[14]
- 1999 – Bestiarium (Bestiarium)[15]
- 2001 – Hetta och vitt (Hitze und Weiß)[16]
- 2002 – Xavier[17]

## Preise und Auszeichnungen
- 1985 – Albert Bonniers stipendiefond[18]: Der Albert Bonniers Stipendienfonds für junge und neue Autoren ist ein schwedischer Literaturpreis, der 1947 vom Albert Bonniers Verlag ins Leben gerufen wurde. Der Preis wird ausschließlich an Autoren vergeben, die bei diesem Verlag veröffentlicht haben.

- 1991 – Aftonbladets litteraturpris[18]: Der Literaturpreis der Zeitung Aftonbladet wird seit 1957 jährlich verliehen. Der Preis wird an einen schwedischen Dichter verliehen, der sich noch in der kreativen Entwicklung befindet.
- 1993 – Das Stipendium aus dem Lena-Vendelfelt-Gedächtnisfonds[18] ist ein schwedisches Literaturstipendium. Das Stipendium wurde 1981 von Erik (1900–1984) und Barbro Vendelfelt (1915–2004) ins Leben gerufen.
- 1996 – De Nios Vinterpris[18]: Der De Nios Vinterpris ist ein Literaturpreis, der vom Verein De Nio seit 1976 verliehen wird.
- 1999 – Kallebergerstipendiet[18]: Das Kalleberger-Stipendium ist ein schwedischer Literaturpreis, der jährlich von der Schwedischen Akademie vergeben wird.
- 2000 – Göteborgs-Postens litteraturpris[18]: Ein jährlich verliehener Literaturpreis
- 2003 – Doblougska priset:[18] Literaturpreis, der von der Schwedischen Akademie verliehen wird